# 154
154（一百五十四）是153與155之間的自然數。
- 合數，正因數有1、2、7、11、14、22、77和154。
質因數分解為{\displaystyle 2\times 7\times 11}。
- 虧數，真因數和為134，虧度為20。
- 第94個無平方數因數的數。前一個為151、下一個為155。
- 第12個楔形數。前一個為138、下一個為165。
- 第19個十进制的自我數。前一個為143、下一個為165。
- 第84個十进制的奢侈數。前一個為153、下一個為156。
- 正九邊形的對角線將它分成154個區域。
- 首6個階乘（0!至5!）的總和。

## 其他範疇
- 圖-154，一款由 苏联圖波列夫公司於1960年代推出的飛機型號